# Janów (rejon włodzimierski)
Janów (ukr. Іванів) – wieś na Ukrainie w rejonie włodzimierskim obwodu wołyńskiego.

## Historia
Pod koniec XIX w. wieś w gminie Chotiaczów, w powiecie włodzimierskim.
Do 2020 w rejonie iwanickim.